# 2000 McGill College
La tour IA (Industriel Alliance Tower ou Tour Industrielle Alliance), à l'origine appelée Industrial Life Tower, est un immeuble de 23 étages situé au centre-ville de Montréal, Québec, Canada. Inauguré en 1986, il s'agit de l'un des premiers gratte-ciel postmodernes construits au centre-ville de Montréal. 

## L'histoire
La tour IA est le résultat d'une collaboration entre la Industrial Life Insurance Company et la First Québec Corporation,. Construit sur l'avenue McGill College, la tour a été conçue pour être un immeuble de bureaux de qualité A. 
Les locataires d'origine comprenaient Industrial Life, Dominion Securities Pitfield, Ernst and Whinney, Quantum Group et Rolland Inc. À la suite de la fusion de 1987 entre l'Industriel Life Insurance Company et l'Alliance Nationale, la tour a été renommée sous le nom d'Industrielle Alliance. 
Située entre le boulevard De Maisonneuve Ouest et l'avenue du Président-Kennedy, la tour IA est ornée de mobilier urbain et de l'œuvre publique Le banc des secrets de Léa Vivot (en),. 

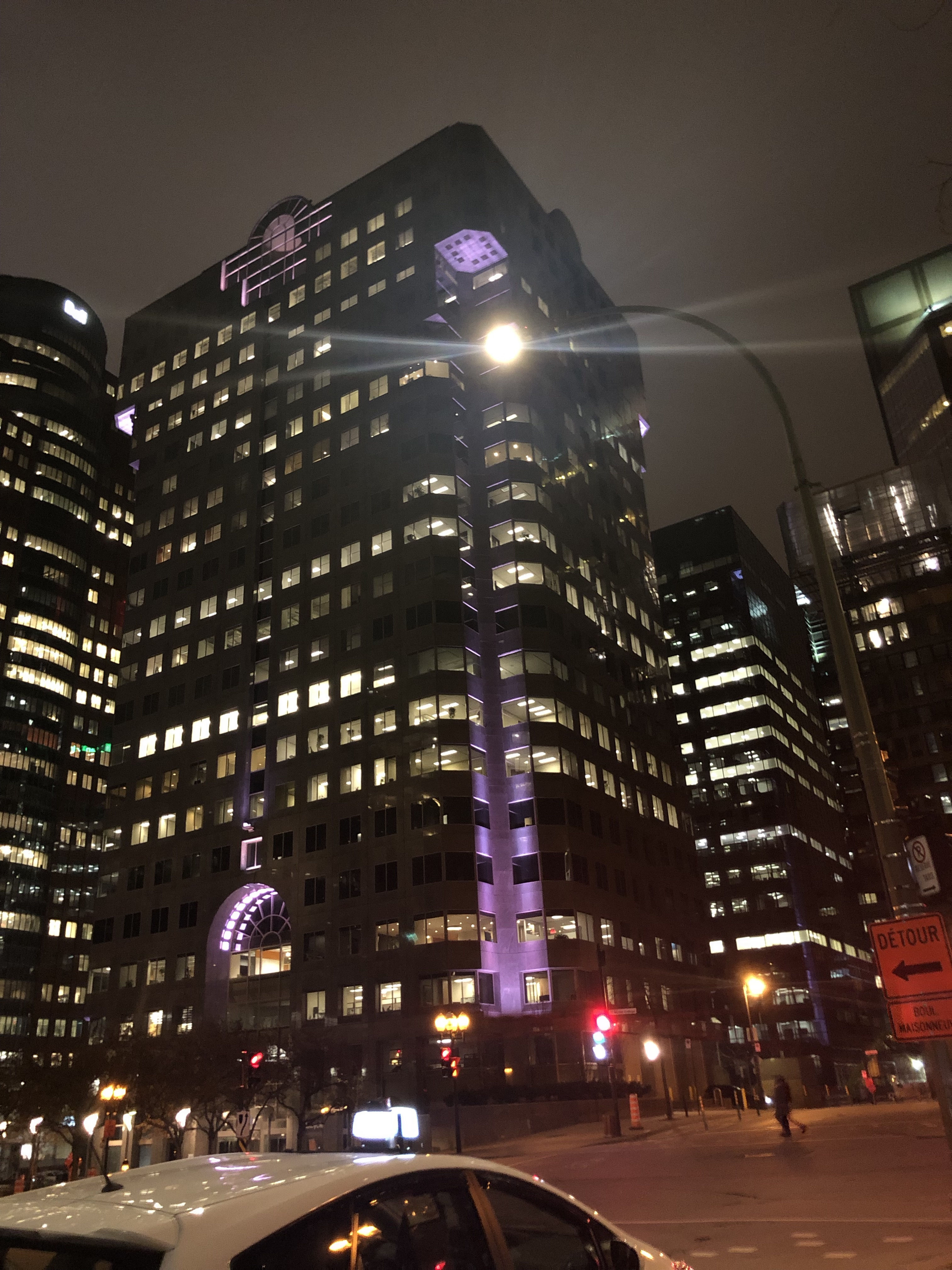
Vue nocturne du 2000 McGill College, prise en mai 2019.

## Architecture
La tour IA est conçue par la firme montréalaise Tolchinsky et Goodz, qui sont également les architectes du complexe de copropriétés Tropiques Nord. Revêtu de granit poli du Québec, la tour est plus grand aux trois derniers étages pour offrir une vue maximale sur le Mont-Royal. De par sa conception, chaque étage, à l'exception des trois derniers, dispose de huit bureaux d'angle,. 

## Locataires notables
- American International Group (AIG), société d'assurance multinationale américaine
- Consulat général du Royaume-Uni à Montréal
- Chambre de la sécurité financière, organisme québécois d'autorégulation des conseillers en services financiers
- Compagnie d'assurance générale Co-operators, une coopérative d'assurance canadienne
- Crédit agricole CIB
- Cresa, un immobilier commercial international
- Alliance industrielle
- IWG plc (Regus), un prestataire multinational de bureaux de services
- Microsoft
- Maples Group, un cabinet d'avocats multi-juridictionnel
- Quantum, cabinet canadien spécialisé dans les services de recrutement, de dotation et d'embauche
- Groupe d'assurance RSA
- Woods LLP, l'un des plus importants cabinets de litige, d'arbitrage et d'insolvabilité au Canada

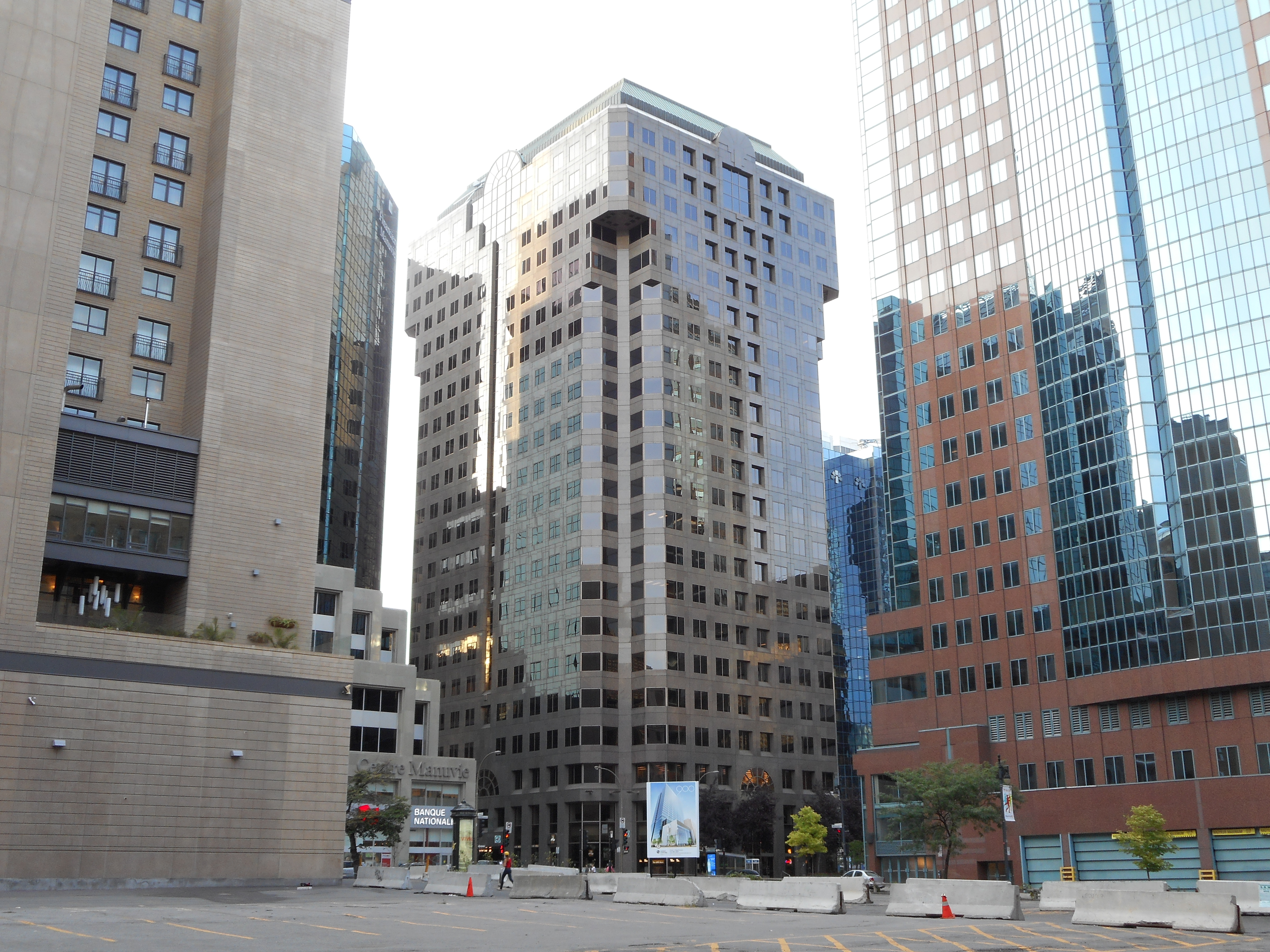
2000 McGill college (gauche) and Bell Media Tower (droit)
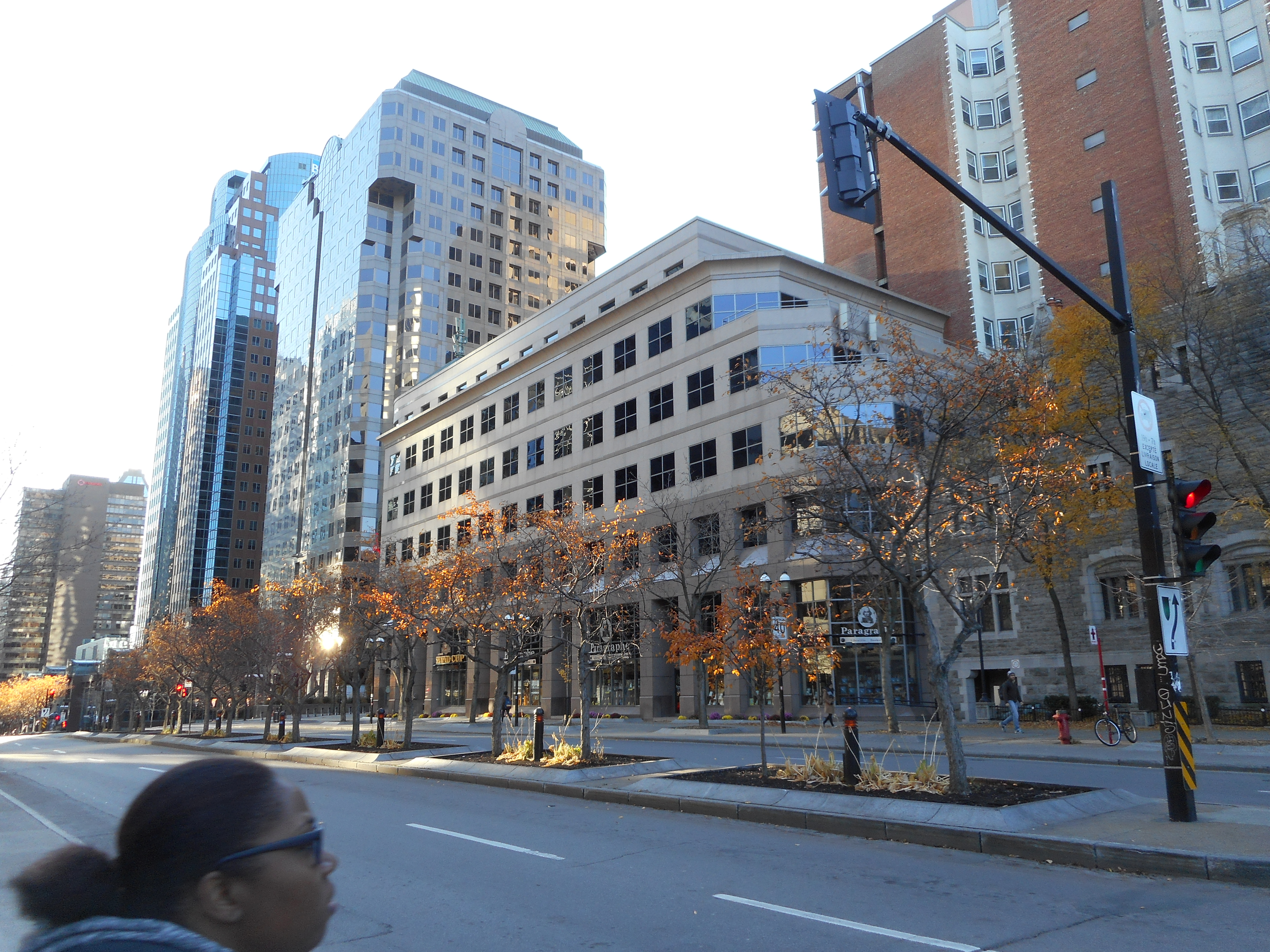
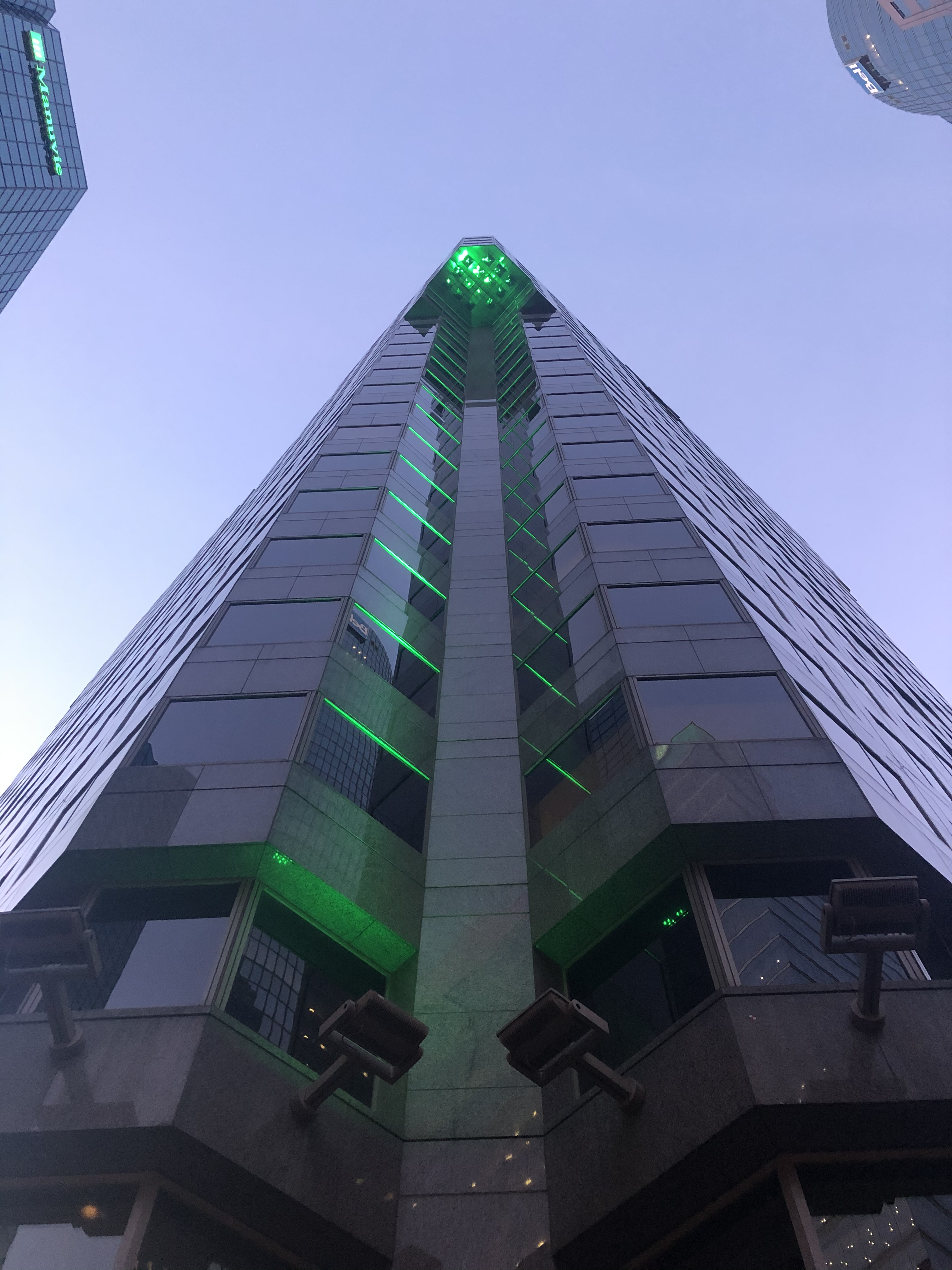
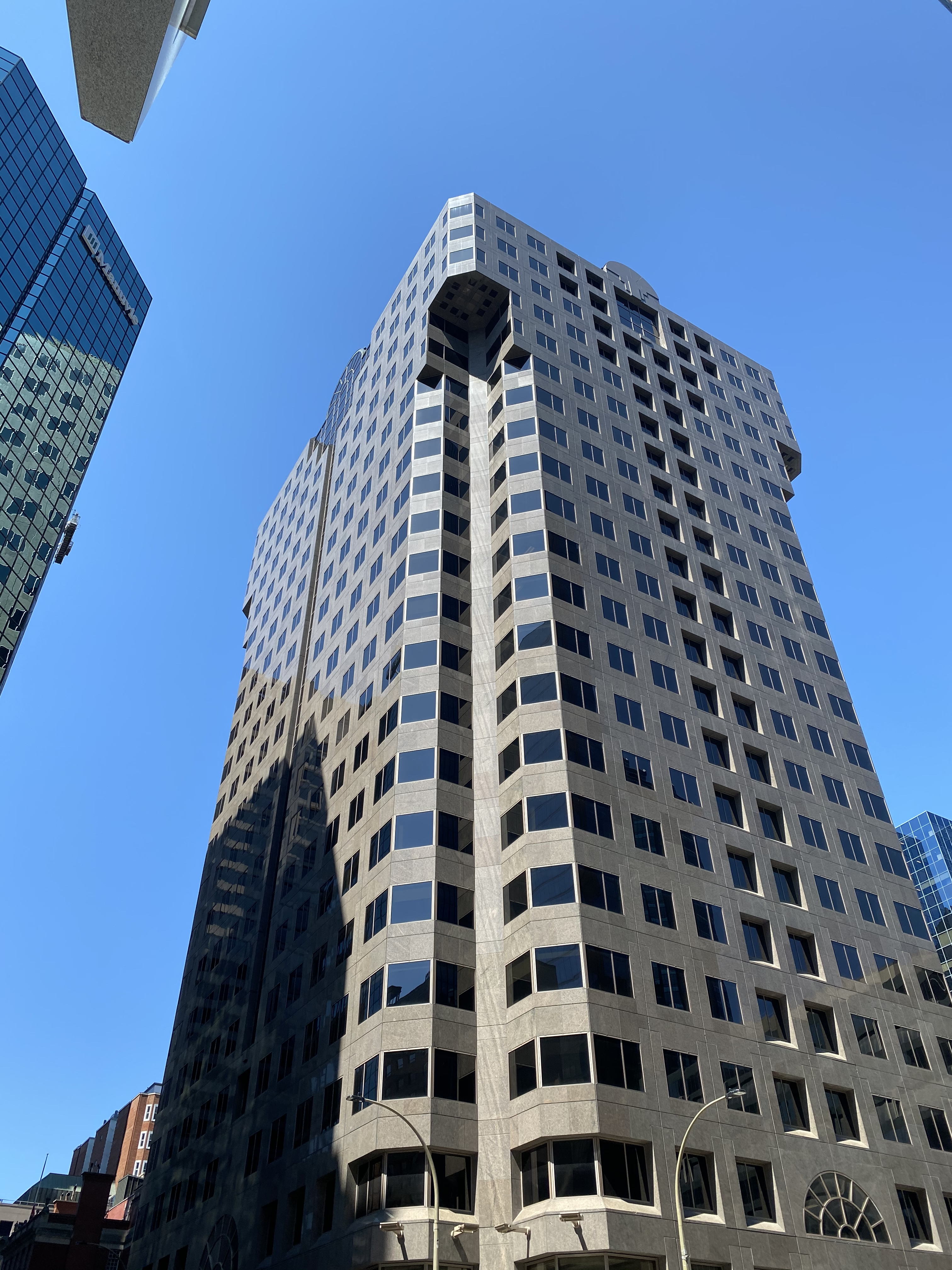
Vue de Mansfield
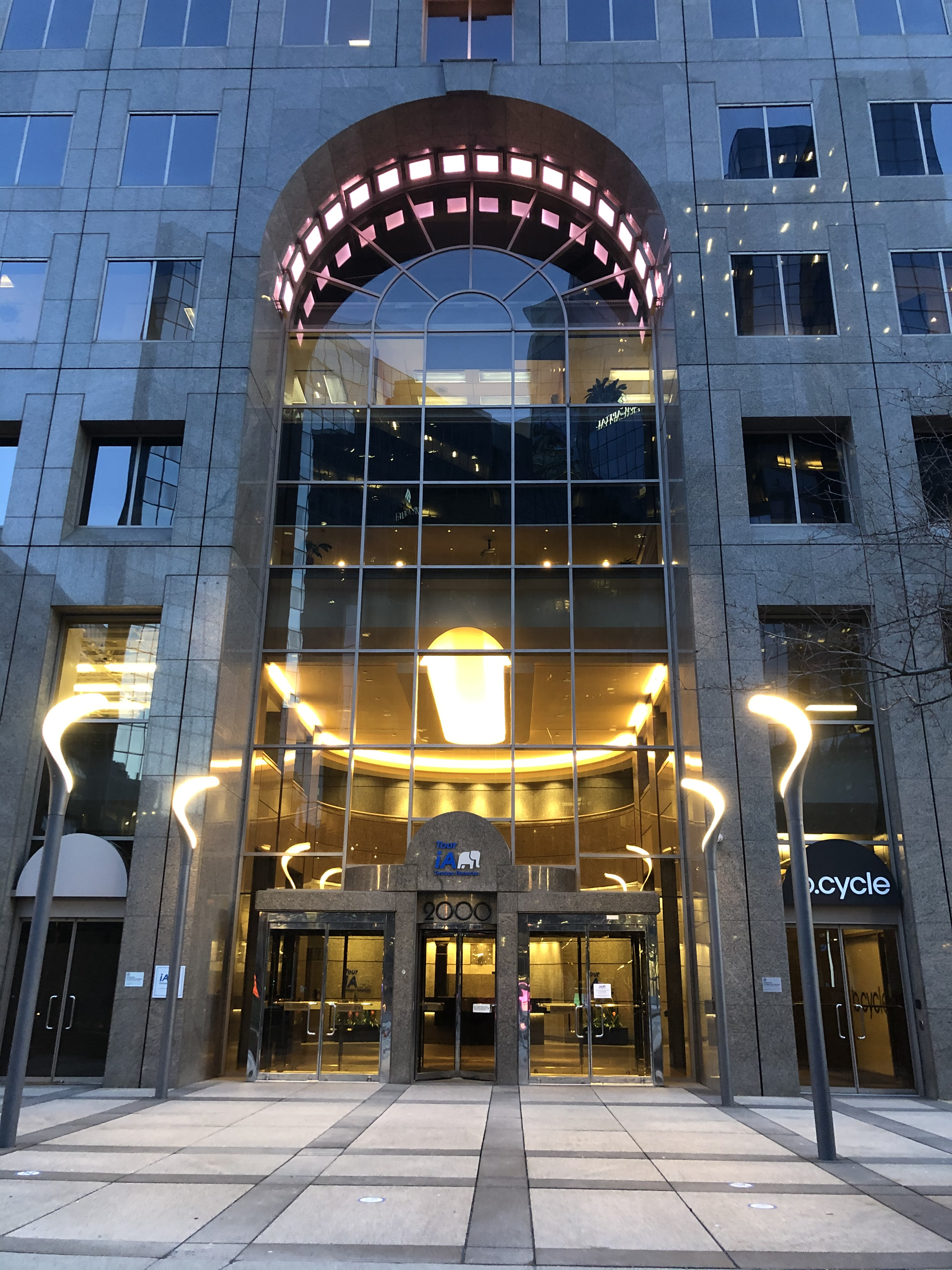